# Aethernaeum
Aethernaeum war eine Berliner Extreme-Metal-Band.

## Geschichte
Im April 2012 veröffentlichte Alexander Paul Blake von Eden Weint Im Grab sein Solodebüt Die Rückkehr ins Goldene Zeitalter. Er hatte das Album komplett im Alleingang eingespielt und produziert. Nach der Veröffentlichung benannte er das Projekt in Aethernaeum um und ergänzte die Besetzung um weitere Musiker. Im April 2013 erschien das zweite Album, Wanderungen durch den Daemmerwald, das in Magazinen wie Legacy, Metalglory, Metal Temple oder Sheol jeweils die volle Punktzahl und im Rock Hard 8 von 10 Punkten bekam. Im Oktober 2015 erschien das nächste Album, „Naturmystik“. Dazu präsentierte die Band einen aufwendigen, von Rainer ZIPP Fränzen (Dimmu Borgir, Faun, Leaves’ Eyes, Atrocity etc.) gedrehten Videoclip zu dem Lied Heimreise (Ein Requiem).

## Stil
Die Band spielt naturmystischen, folkloristischen Extreme Metal. Die Musik von Aethernaeum vereint Elemente des klassischen Black Metals, wie offen gespielte Gitarren, rasantes Schlagzeug oder keifenden Gesang, mit folkloristischen Elementen und sphärischen Ambient-Parts, die der Musik viel Weite und Atmosphäre verleihen. Die Kompositionen sind oft sehr ausladend und verzichten auf ein gängiges Vers-Chorus-Schema. In den Rezensionen wurden häufig Bands wie Agalloch, In the Woods…, Wolves in the Throne Room, Dornenreich oder Burzum als Vergleiche genannt.
Laut Blake vereint der Bandname die Worte Äther und Athenäum (Name einer Zeitschrift aus der Romantik) und soll Aspekte wie Naturverbundenheit, Spiritualität und die ideelle Nähe zur Romantik ausdrücken, was Aethernaeum von traditionellen Black-Metal-Bands, deren Texte um satanische und menschenverachtende Themen kreisen, unterscheidet.

## Diskografie
Alben
- 2012: Die Rückkehr ins Goldene Zeitalter (als Alexander Paul Blake)
- 2013: Wanderungen durch den Daemmerwald
- 2015: Naturmystik